# Боснич, Джон
Джон Боснич (англ. John Bosnitch; род. 15 февраля 1961 года во Фредериктоне, Нью-Брансуик, Канада) — канадский журналист, консультант, и политический активист сербского происхождения. Возглавляет агентство The InterMedia Center News Agency в Токио.

## Биография
Начал учиться в школе в швейцарской Женеве, заканчивал обучение в канадском Фредериктоне. Затем окончил университет Нью-Брансвика (факультет философии) в 1986 году. Во время обучения в университете увлёкся геодезическими исследованиями, занял первое место на чемпионате мира по данной дисциплине. Во время обучения был предводителем студентов и политическим вожаком, в 22 года баллотировался в мэры Фредериктона.
После обучения был направлен на работу в Японию в государственную радиокомпанию NHK World Satellite ТВ.

## Деятельность
Джон Боснич получил известность, когда вызвался помочь 11-му чемпиону мира по шахматам Бобби Фишеру (9 марта 1943 — 17 января 2008) после того, как тот был задержан в Японии в 2004 году. Администрация Дж. Буша сообщила японским властям, что она «отозвала» паспорт Фишера, для привлечения его к суду в Соединённых Штатах за участие в матче-реванше чемпионата мира по шахматам в Югославии в 1992 году в связи с предполагаемым нарушением президентских санкций США против экономической деятельности с Югославией.
Японские власти задержали Фишера и держали его в эмиграционном пункте аэропорта Нарита в течение 16 дней, не позволяя покинуть страну из-за недействительного паспорта. Позже его отправили в центр долгосрочного заключения в ожидании депортации в Соединённые Штаты.
Боснич создал «Комитет по освобождению Бобби Фишера» после его посещения в центре заключения аэропорта Нарита, он получил право участвовать в процессе в качестве друга суда перед трибуналом Иммиграционного бюро, которому было поручено заниматься депортацией Фишера.
Боснич помогал в судебных разбирательствах о депортации, а затем работал над тем, чтобы на законных основаниях заблокировать усилия Японского иммиграционного бюро по депортации Фишера в Соединённые Штаты, координируя 9-месячную кампанию «Свободу Бобби Фишеру». После получения исландского гражданства, Фишеру было разрешено выехать в Исландию вместо депортации в США.
Незадолго до отъезда Фишера в Исландию, 23 марта 2005 года Боснич и Фишер появились в новостных передачах Всемирной службы Би-би-си с интервью по мобильному телефоном в аэропорту Токио. Боснич заявил, что Фишер никогда больше не будет играть в традиционные шахматы.
Игорь Стеванович снял документальный фильм под названием «Реквием по Бобби Фишеру» («Opelo za Bobija Fisera», 2009) с участием Джона Босничала.
Джон Боснич также появляется в документальном фильме «Я и Бобби Фишер» исландского режиссёра Фридрика Гудмундссона, в котором рассказывает о роли исландских активистов, которые присоединились к битве за спасение Бобби Фишера, чтобы получить убежище для него в Исландии.